# Station Wemyss Bay
Wemyss Bay is een spoorwegstation van National Rail in Inverclyde in Schotland. Het station is eigendom van Network Rail en wordt beheerd door ScotRail. 

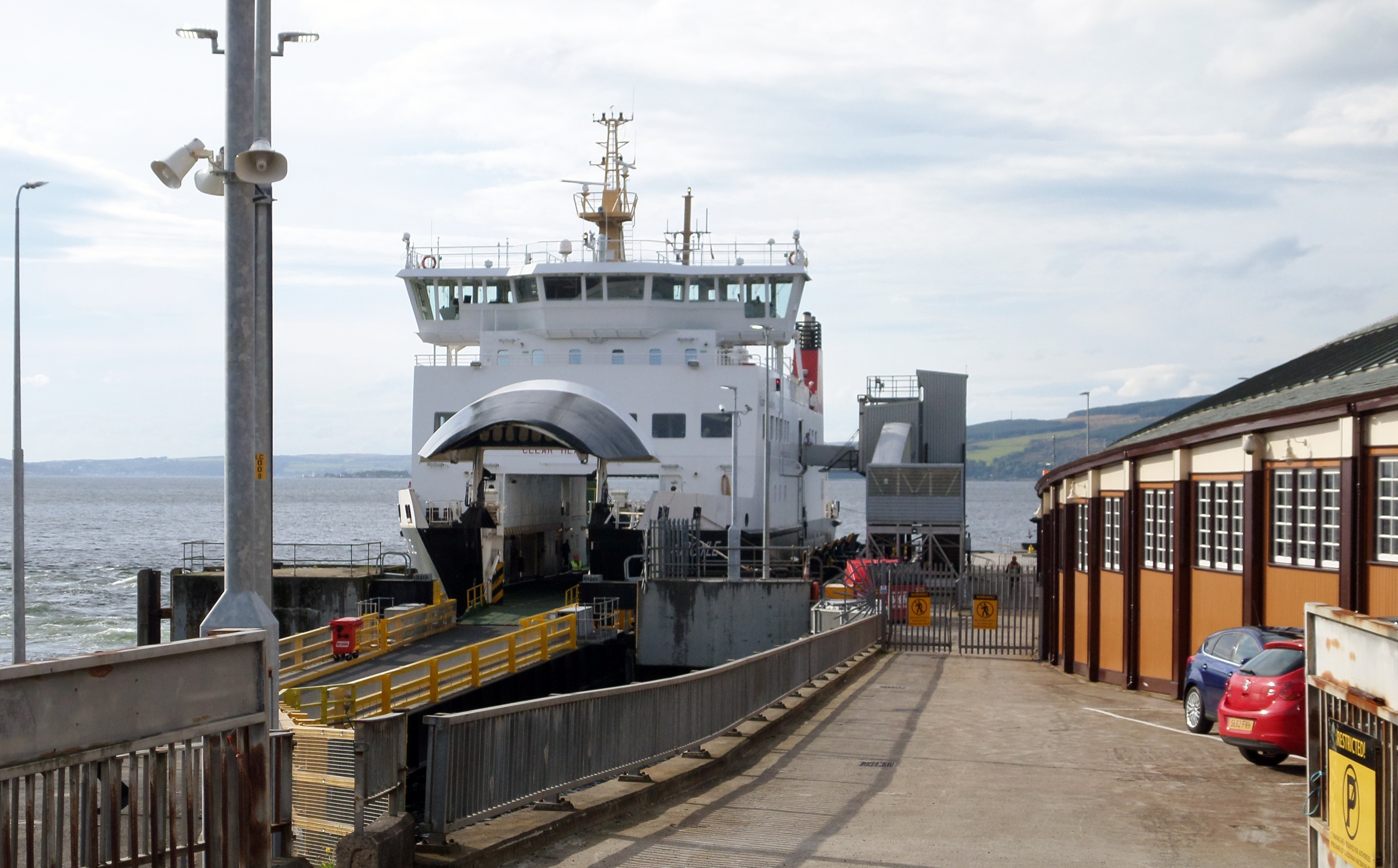
Veer naar Rothesay
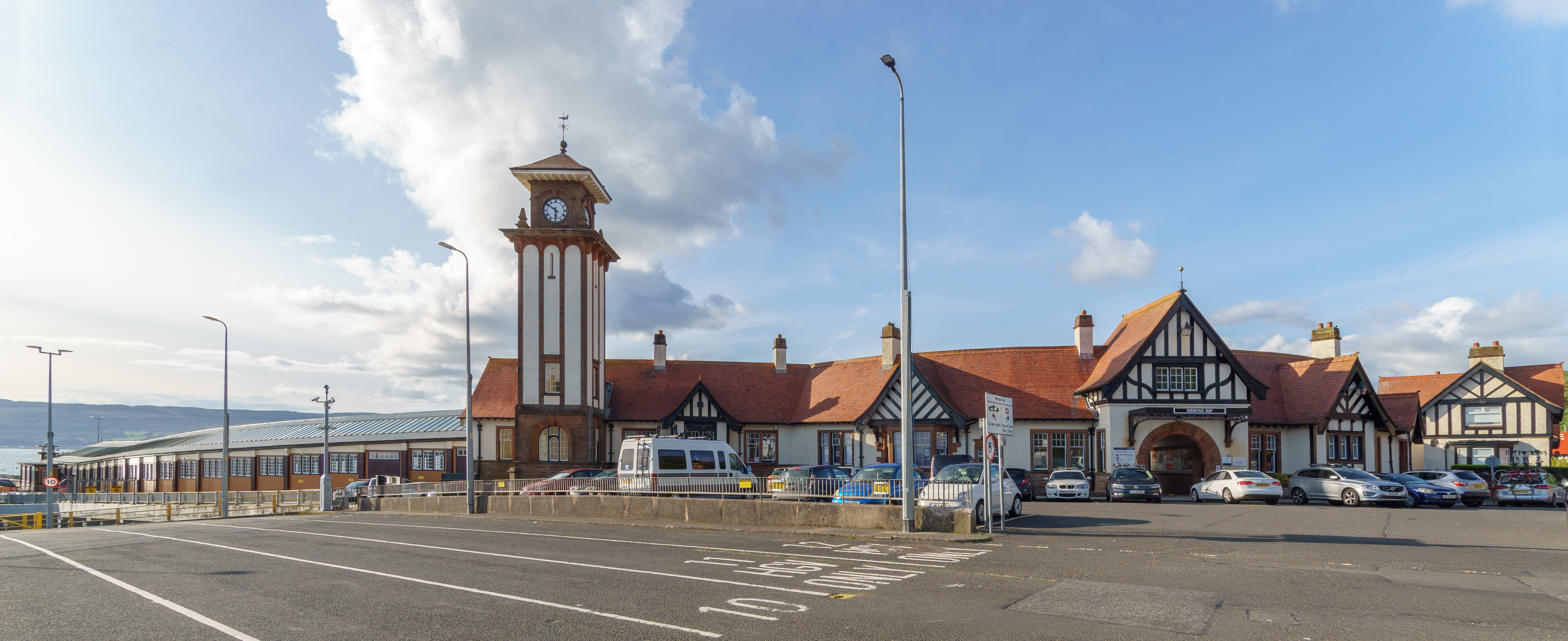
Stationsgebouw en afrit naar veerhaven